# Waco PT-14
Die Waco PT-14 war eine Variante der Waco F des US-amerikanischen Herstellers Waco Aircraft Company, die das United States Army Air Corps (USAAC) als Anfängerschulflugzeug einsetzen wollte. Wegen der für den harten militärischen Schulbetrieb zu geringen Belastungsfähigkeit und der nicht mehr zeitgemäßen Auslegung als Doppeldecker mit offenen Sitzen wurden jedoch tatsächlich lediglich 15 Exemplare für diesen Zweck verwendet.

## Geschichte
Mit der RNF erschien im April 1930 die erste Ausführung der Waco-F-Serie, wonach sich die Produktion einer Vielzahl von Varianten mit unterschiedlichen Triebwerken für den zivilen Markt anschloss. Die Rumpfkonstruktion war als konventionelles stoffbespanntes, geschweißtes Stahlrohrfachwerk ausgeführt. Die mit einer positiven Staffelung versehenen hölzernen Tragflächen waren mit Drahtseilen verspannt. Stetige Verbesserungen des Ausgangsentwurfs führten zwischen 1935 und 1937 zu den Ausführungen UPF (220-PS-Continental-R-670), YPF (225-PS-Jacobs-R-755) und ZPF (285-PS-Jacobs-R-830).
Zu einer Zeit als Doppeldecker mit offenem Cockpit bereits weitgehend vom zivilen Markt verschwunden waren, beschaffte 1939 die Air Corps Materiel Division eine UPF-7 unter der Bezeichnung XPT-14 zu Eignungstests als Anfängerschulflugzeug. Der Zusatz -7 stand dabei für das Modelljahr 1937. Waco erhielt dann 1940 den Auftrag zur Lieferung von weiteren 13 Maschinen als YPT-14. Eine weitere Produktion von militärischen Varianten fand zwar danach nicht mehr statt, Waco erhielt aber zwischen 1940 und 1942 Aufträge zum Bau von etwa 600 UPF-7 für das Civilian Pilot Training Program (CPTP). Auch das USAAC gab 11 der 13 YPT-14 an die Civil Aeronautics Authority (CAA) zur Verwendung im CPTP zurück. Eine zivile, 1942 requirierte UPF-7 wurde vom USAAC als PT-14A geführt.

## Zwischenfälle
Es gab mit dieser Maschine nur einen einzigen Unfall beim Landeanflug auf den Tuskegee Airport am 27. Juni 1941, der ohne Todesopfer glimpflich ablief.

## Technische Daten
| Kenngröße             | Daten                                                                                    |
| --------------------- | ---------------------------------------------------------------------------------------- |
| Besatzung             | 2                                                                                        |
| Länge                 | 7,17 m                                                                                   |
| Spannweite            | 9,15 m                                                                                   |
| Flügelfläche          | 22,7 m2                                                                                  |
| Leermasse             | 849 kg                                                                                   |
| Startmasse            | 1202 kg                                                                                  |
| Antrieb               | 1 × Siebenzylinder-Sternmotor Continental R-670-3 mit einer Leistung von 220 PS (162 kW) |
| Höchstgeschwindigkeit | 205 km/h                                                                                 |
| Reisegeschwindigkeit  | 182 km/h auf Meereshöhe                                                                  |
| Dienstgipfelhöhe      | 4500 m                                                                                   |
| Reichweite            | 640 km                                                                                   |
| Bewaffnung            | keine                                                                                    |